# Dalto
Dalto Roberto Medeiros, artisticamente conhecido como Dalto (Rio de Janeiro, 22 de junho de 1949) é um cantor, compositor e médico brasileiro.

## Biografia
Nascido na Tijuca, bairro da Zona Norte do município do Rio de Janeiro, mudou-se aos seis anos de idade para Niterói, cidade que era a então a capital estadual do Rio de Janeiro; residindo no bairro do Ingá, passando a participar do movimento musical jovem da cidade.
No início da década de 1970, Dalto atuou como vocalista do grupo niteroiense de rock "Os Lobos", com o qual gravou o compacto Fanny pela gravadora "Top Tape". Após esse breve início de carreira, sai do grupo para estudar Medicina, formando-se médico. Atuou apenas por 3 anos na área da saúde.
No ano seguinte, já como intérprete, obteria o maior sucesso de sua carreira: Muito Estranho, lançada em compacto e LP pela EMI-Odeon, o compacto da canção vendeu mais de 500 mil cópias no Brasil. Também em 1982, compõe "Leão ferido", em parceria com Byafra, que a interpretou. Neste época, uma apresentação em São Paulo levou mais de 250 mil pessoas ao Parque do Ibirapuera.
No segundo disco “Pessoa”, a música com esse nome, uma das primeiras a ter um arranjo direcionado e com execução totalmente eletrônica, e as músicas “Espelhos D’Água” e “Anjo”, asseguraram sua posição na música brasileira tanto como compositor quanto como cantor.
A música "Anjo", composta em parceria com Cláudio Rabello e Renato Corrêa (integrante do Golden Boys), foi regravada em 1983 pelo grupo Roupa Nova e tornou-se um grande sucesso. "Espelhos D'Água" ficou conhecida na voz de Patrícia Marx, e "Pessoa", também em parceria com Cláudio Rabello, fez sucesso na interpretação de Marina Lima, em 1993, sendo trilha sonora da novela "Fera Ferida", da Rede Globo.
Após alguns anos longe da mídia, Dalto grava, em 1994, o álbum Guru, cujas músicas principais são a faixa-título e "Quase não dá para ser feliz".
Em 2000, grava "Cachorro fujão", pelo selo "Casa Jorge Discos".
Em 2010, “Muito Estranho” ganhou uma versão de Nando Reis no álbum ao vivo “Nando Reis E Os Infernais – Bailão Do Ruivão”.
Um dos últimos trabalhos de Dalto foi a canção "Faça um Pedido", que fez parte da trilha sonora da novela "Viver a Vida". Ele também chegou a trabalhar no Conselho Consultivo Municipal de Niterói, ainda na gestão de Jorge Roberto Silveira, e continua fazendo composições e shows.

## Discografia
- 1974 — Flash back (Compacto)
- 1982 — Muito estranho
- 1983 — Pessoa
- 1984 — Dalto
- 1985 — Kama Sutra
- 1988 — Um coração em mil
- 1994 — Guru
- 2000 — Cachorro fujão